# Клифф, Джесс
Джесс А. Клифф (англ. Jess A. Cliffe; 18 июля 1981 года) — американский геймдизайнер, один из создателей модификации Counter-Strike для видеоигры Half-Life, положившей начало одноимённой серии игр.

## Образование
Учился в Политехническом Университете Виргинии и Университете штата с 1999 по 2003 год.

## Карьера
До того, как заняться оригинальной Counter-Strike, Джесс Клифф активно занимался дизайном игровых веб-сайтов. Самым первым известным его игровым веб-сайтом был Jedi Knight Multiplayer Addon Group (JKMAG), который он основал в декабре 1997 года. Примерно через год он перешел к созданию веб-сайта Action Quake2 Map Depot. Именно в это время он познакомился с Мином Ли, поскольку Ли был частью команды, разрабатывающей Action Quake 2. Примерно в январе 1999 года Клифф также основал веб-сайт Silo X, посвященный картам Half-Life.
После окончания школы Клифф устроился на работу в Valve, где работал геймдизайнером, художником 3D-графики и дизайнером уровней. Джесс Клифф принимал участие в создании Half-Life 2, Team Fortress 2, Left 4 Dead 2 и Portal 2. Однако в начале 2018 года он был отстранен от участия в Valve из-за его ареста.

## Разработка Counter-Strike
В 1998 году в свет вышла Half-Life, а в 1999 году в свободном доступе появился SDK-набор для создания модификаций к ней.
Зимой 1999 года Минь Ли начал заниматься моделированием и программированием для своей новой (пока что безымянной) игры; Джесс Клифф помогал ему, а также занимался раскруткой проекта. Ли значился руководителем проекта, главным моделистом и кодером, а Клифф отвечал за тестирование, 2D-графику, звуковые эффекты, пиар и игровой дизайн. В середине марта того же года было придумано название для игры — Counter-Strike. Первая бета-версия модификации была выпущена 19 июня 1999 года, а осенью того же года появились первые online-серверы. Будучи бесплатной, Counter-Strike стремительными темпами завоевала аудиторию, конкурируя с такими коммерческими проектами, как Quake III и Unreal Tournament.
Весной 2000 года к проекту подключились Valve, обещая материальную и моральную поддержку. Компания выкупила игру, наняв Миня и Джесса в свой штат, а 8 ноября 2000 состоялся релиз игры Counter-Strike 1.0.

## Обвинения в насилии и педофилии
В 2013 году в отношении Клиффа возбудили дело об угрозе насилием, однако дело было прекращено.
2 февраля 2018 года Клифф был арестован по обвинению в «сексуальной эксплуатации несовершеннолетней» в юго-западном районе Сиэтла. Изначально девушка обратилась в полицию из-за подозрений, что Клифф снимал секс на видео. Впоследствии также выяснилось, что девушке на момент преступления не исполнилось 16 лет (возраст согласия в штате Вашингтон). Клифф утверждает, что не знал о несовершеннолетии потерпевшей, так как знакомство с ней произошло на веб-сайте, где для регистрации необходимо указать совершеннолетний возраст, а сама девушка выглядела на 23. В ноябре 2018 года прокуратура округа Кинг заключила с ним сделку о признании вины ради смягчающих обстоятельств. Клифф был приговорён к трём месяцам тюремного заключения с возможностью освобождения от работы. Исполнение приговора началось в январе 2019 года.